# Eric Reynolds
Eric C. Reynolds (* in Montana, USA) ist ein amerikanischer VFX Supervisor, der 2014 für Der Hobbit: Smaugs Einöde für den Oscar in der Kategorie Beste visuelle Effekte nominiert wurde. 

## Leben
Er wuchs in Montana auf und ging auf die Choteau High School, die er 1985 abschloss. Anschließend studierte er am Concordia College in Moorhead Mathematik und Informatik. Nach seinem Abschluss im Jahr 1989 nahm er eine Arbeitsstelle bei der Norwest Bank in Minneapolis an. Der König der Löwen inspirierte ihn dazu, Computergrafik an der Abendschule zu lernen. Seine erste Anstellung führte ihn zu Mainframe Entertainment in Vancouver, wo er als Animator für Fernsehcartoons arbeitete. Als nächste Station war er für sieben Jahre für die Tippett Studios tätig, für die er an Filmen wie Hollow Man – Unsichtbare Gefahr, Evolution und Hellboy arbeitete.
2005 wechselte er zu Weta Digital und zog mit seiner Frau nach Neuseeland. Dort war er an Filmen wie King Kong, Avatar – Aufbruch nach Pandora und Der Hobbit: Eine unerwartete Reise tätig. 2014 wurde er gemeinsam mit Joe Letteri, Eric Saindon und David Clayton für Der Hobbit: Smaugs Einöde für den Oscar in der Kategorie Beste visuelle Effekte nominiert. 
Da seine Frau und seine zwei Kinder 2013 wieder zurück in die USA nach Bozeman zogen, pendelt er derzeit zwischen Neuseeland und den USA.

## Filmografie (Spezialeffekte)
- 1999: Das Geisterschloss (The Haunting)
- 2000: Hollow Man – Unsichtbare Gefahr (Hollow Man)
- 2001: Evolution
- 2002: Santa Clause 2 – Eine noch schönere Bescherung (The Santa Clause 2)
- 2003: Die Liga der außergewöhnlichen Gentlemen (The League of Extraordinary Gentlemen)
- 2004: Catwoman
- 2004: Hellboy
- 2005: King Kong
- 2007: 30 Days of Night
- 2007: Brücke nach Terabithia (Bridge to Terabithia)
- 2007: Fantastic Four: Rise of the Silver Surfer (4: Rise of the Silver Surfer)
- 2008: Jumper
- 2009: Avatar – Aufbruch nach Pandora (Avatar)
- 2009: District 9
- 2011: Planet der Affen: Prevolution (Rise of the Planet of the Apes)
- 2012: Der Hobbit: Eine unerwartete Reise (The Hobbit: An Unexpected Journey)
- 2013: Der Hobbit: Smaugs Einöde (The Hobbit: The Desolation of Smaug)